# Poecilonota bridwelli
Poecilonota bridwelli är en skalbaggsart som beskrevs av Van Dyke 1918. Poecilonota bridwelli ingår i släktet Poecilonota och familjen praktbaggar. Inga underarter finns listade i Catalogue of Life.